# استیو بنت
 استیو بنت  (به انگلیسی: Steve Bennett) (زاده ۱۷ ژانویه ۱۹۶۱ - فارنبورو) داور سابق اهل انگلستان است.
وی در ابتدا به عنوان کمک داوری در لیگ برتر انگلستان به قضاوت پرداخت اما در سال ۱۹۹۹ داوری وسط را برگزید. وی از سال ۱۹۹۵ تا ۲۰۰۱ به عنوان کمک داور و از سال ۲۰۰۱ تا ۲۰۰۶ به عنوان داور وسط در لیست داوران فیفا قرار داشته است.